# Elatostema nasutum
Elatostema nasutum är en nässelväxtart som beskrevs av Joseph Dalton Hooker. Elatostema nasutum ingår i släktet Elatostema och familjen nässelväxter.

## Underarter
Arten delas in i följande underarter:
- E. n. discophorum
- E. n. ecorniculatum
- E. n. puberulum
- E. n. yui